# Osceola (Nebraska)
Pour les articles homonymes, voir Osceola (homonymie).
Osceola est une ville américaine située dans l'État du Nebraska. Elle est le siège du comté de Polk.